# Bursanthus
Bursanthus is een geslacht van neteldieren uit de klasse van de Anthozoa (bloemdieren).

## Soort
- Bursanthus bamfordi Leloup, 1968